# Грађанска кућа у улици Николе Скобаљића број 34-36 у Лесковцу
Грађанска кућа у улици Николе Скобаљића број 34-36 у Лесковцу је грађевина која је саграђена 1926—1935. С обзиром да представља значајну историјску грађевину, проглашена је непокретним културним добром Републике Србије. Налази се у Лесковцу, под заштитом је Завода за заштиту споменика културе Ниш.

## Историја
Грађанска кућа у улици Николе Скобаљића број 34-36 у Лесковцу је грађена у периоду између 1926—1935. од народног градитељства. У периоду између два светска рата лесковачки трговац Таса Стефановић је саградио у северном делу свог плаца породичну кућу, подрум, високо приземље и мансарду. Јужни део плаца је био уређен врт ограђен оградом са три капије. У централни регистар је уписана 15. августа 2016. под бројем СК 2184, а у регистар Завода за заштиту споменика културе Ниш 28. јуна 2012. под бројем СК 362.